# Ryszard Kaczorowski
Ryszard Kaczorowski (IPA: [ˈrɨʂart kat͡ʂɔˈrɔfskʲi]) (Białystok, 26 novembre 1919 – Smolensk, 10 aprile 2010) è stato un politico polacco.
Membro onorario dell'Ordine di San Michele e San Giorgio, tra il 1989 ed il 1990 è stato l'ultimo presidente del governo in esilio della Polonia, succedendo a Kazimierz Sabbat e lasciando l'incarico subito dopo la fine dell'influenza sovietica in Polonia ed il ritorno alla democrazia nel paese, in concomitanza con l'elezione di Lech Wałęsa come primo presidente polacco eletto democraticamente dopo la Seconda guerra mondiale.

## Biografia
Figlio di Wacław Kaczorowski e di Jadwiga Sawicka, studiò presso una scuola di commercio. Fu anche un capo nel gruppo scout locale dell'Associazione scout polacca. In seguito alla Campagna di Polonia ed allo scoppio della Seconda guerra mondiale, ripristinò in maniera clandestina il movimento scout (all'epoca abolito dalle autorità sovietiche) sotto il nuovo nome di Szare Szeregi e divenne capo della divisione di Białystok di quest'organizzazione. Nel 1940 venne arrestato dal NKVD e condannato a morte, sentenza poi commutata in 10 anni di campo di concentramento a Kolyma.
In seguito all'accordo Sikorski-Majskij del 1941, venne liberato ed inserito nell'esercito del generale Władysław Anders. In seguito si unì alla 3ª Divisione Fucilieri dei Carpazi, combattendo in molte delle principali battaglie del II Corpo d'armata polacco, compresa la battaglia di Montecassino. Finita la guerra, si rifugiò nel Regno Unito come esiliato politico, completando gli studi in commercio internazionale. Dal 1955 al 1967 è stato capo scout e presidente dell'organizzazione scout polacca in esilio, presiedendo inoltre il contingente polacco nel Jamboree del 1957, dove si festeggiavano i 50 anni dello scautismo.
Nel 1986 venne nominato ministro degli interni del governo in esilio della Polonia. Nel gennaio del 1988 l'allora presidente in esilio in carica Kazimierz Sabbat lo nominò suo successore, in virtù della Costituzione polacca del 1935. Il 19 luglio 1989, a causa della morte di Sabbat, Kaczorowski diventò automaticamente presidente. Il 22 dicembre 1990 consegnò le insegne del potere presidenziale della Seconda Repubblica di Polonia a Lech Wałęsa.
Kaczorowski risiedeva a Londra ed ha avuto 2 figlie dalla moglie Karolina: Jadwiga (a sua volta madre di 2 bambini, Zenon e Wanda Szulc) ed Alicja Jankowska (che ha avuto 3 bambini, Ryszard, Marcin e Krystyna Jankowska). Ritornava molto spesso in Polonia e, in qualità di ex presidente polacco, gli spettavano di diritto una pensione presidenziale e la protezione dei servizi segreti polacchi (il Biuro Ochrony Rządu). Era presidente onorario di numerose organizzazioni storiche e sociali e cittadino onorario di almeno 30 città polacche, tra cui Varsavia, Danzica, Gdynia, Kielce, Cracovia, Opole, Zielona Góra e Białystok.
Il 9 novembre 2004 fu nominato Cavaliere onorario di Gran Croce dell'Ordine di San Michele e San Giorgio dalla regina Elisabetta II per "il suo eccezionale contributo alla comunità di emigrati polacchi e ai loro discendenti residenti nel Regno Unito".

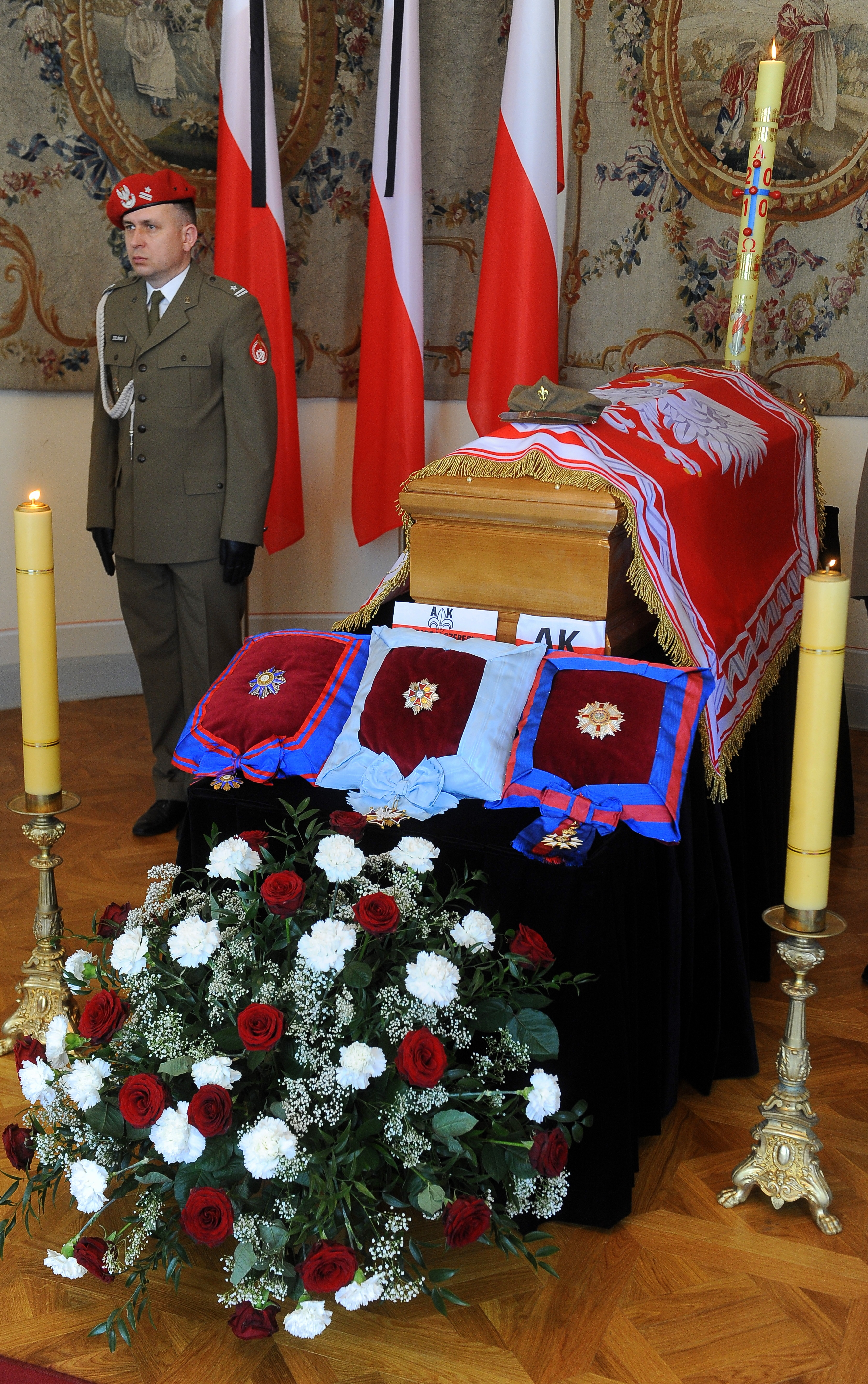
Camera ardente con le insegne degli ordini cavallereschi che ricevette in vita

Era tra le persone che il 10 aprile 2010 si stavano recando alla commemorazione del massacro di Katyn' a bordo del Tupolev Tu-154 che trasportava il presidente della Polonia Lech Kaczyński, insieme alla moglie Maria e altre persone, tra cui moltissimi importanti esponenti della vita politica, economica e militare polacca. Perse così la vita nell'incidente dell'aereo presidenziale polacco che si schiantò in fase di atterraggio presso la base aerea di Smolensk, in Russia, uccidendo tutti i 96 passeggeri.